# Lycoderes serraticornis
Lycoderes serraticornis är en insektsart som beskrevs av Fowler. Lycoderes serraticornis ingår i släktet Lycoderes och familjen hornstritar. Inga underarter finns listade i Catalogue of Life.